# Gymnocalycium angelae
Gymnocalycium angelae ist eine Pflanzenart in der Gattung Gymnocalycium aus der Familie der Kakteengewächse (Cactaceae). Das Artepitheton angelae Angeles Gracilea Lopez de Kiesling († 1985), die frühere Ehefrau des argentinischen Botanikers Roberto Kiesling.

## Beschreibung
Gymnocalycium angelae wächst meist einzeln mit leuchtend grünen bis mittelgrünen, abgeflacht kugelförmigen, glänzenden, glatten Trieben und erreicht bei Durchmessern von bis zu 8 Zentimeter Wuchshöhen von 10 Zentimeter. Die Wurzeln sind faserig. Die sieben bis zehn, flachen und breiten, stumpf gerundeten Rippen sind quer gefurcht. Die Areolen sind oval. Ein Mitteldorn ist nicht vorhanden. Die sieben gelblichen Randdornen vergrauen im Alter und sind 1,5 bis 2 Zentimeter lang.
Die breit trichterförmigen, weißen Blüten sind innen an der Basis der Blütenröhre rosarot. Sie weisen einen Durchmesser von 5 Zentimeter auf und sind bis zu 4 Zentimeter lang. Die grünen Früchte sind bis zu 3 Zentimeter lang.

## Verbreitung und Systematik
Gymnocalycium angelae ist in der argentinischen Provinz Corrientes im Departamento San Martín verbreitet. 
Die Erstbeschreibung erfolgte 1998 durch Massimo Meregalli. Ein nomenklatorisches Synonym ist Gymnocalycium denudatum subsp. angelae (Mereg.) Prestlé (2004).

## Nachweise